# دائرة عين فارس
دائرة عين فارس هي إحدى دوائر ولاية معسكر الجزائرية.